# Triumph of Death
Triumph of Death – trzeci album demo grupy Hellhammer, wydany w 1983. Na albumie zawarte są utwory z poprzedniego dema, Death Fiend. Album rozpowszechniał się w postaci różnych bootlegów.

## Lista utworów

### Oryginalna
- intro

1. „Crucifiction” – 2:52
2. „Maniac” – 3:48
3. „When Hell’s Near” – 2:47
4. „Decapitator” – 2:13
5. „Blood Insanity” – 4:36
6. „Power of Satan” – 3:58
7. „Reaper” – 2:30
8. „Death Fiend” – 2:44
9. „Triumph of Death” – 9:32
10. „Metallic Storm” – 1:15
11. „Ready for Slaughter” – 3:45
12. „Dark Warriors” – 3:15
13. „Hammerhead” – 2:57

### Z bootlegów
1. „Angel of Destruction” – 3:03
2. „Crucifixion” – 2:47
3. „Ready for Slaughter” – 3:45
4. „Death Fiend” – 2:44
5. „When Hell’s Near” – 2:47
6. „Chainsaw” – 4:12
7. „Sweet Torment” – 2:17
8. „Hammerhead” – 2:57
9. „Blood Insanity” – 4:36
10. „Reaper” – 2:30
11. „Maniac” – 4:15
12. „Triumph of Death” – 5:32
13. „Bloody Pussies” – 5:35
14. „Power of Satan” – 3:58
15. „Decapitator” – 2:13
16. „Dark Warriors” – 3:15
17. „Metallic Storm” – 2:26

## Twórcy
- Thomas Gabriel Fischer – śpiew, gitara
- Steve Warrior – gitara basowa
- Bruce Day – perkusja